# SHRDLU
SHRDLU — експертна система, рання програма розуміння природної мови, розроблена Террі Виноградом в Массачусетському технологічному інституті у 1972 році, яка розуміла велику кількість слів англійської мови і робила певні висновки у світі, побудованому з деталей дитячого конструктору. Вона була написана на мовах Micro Planner і LISP на комп'ютері DEC PDP-6 та використовувала графічний термінал Digital Equipment Corporation (DEC). Згодом в лабораторії комп'ютерної графіки в університеті штату Юта була внесена можливість повноцінного тривимірного відтворення «світу» SHRDLU.
Назва SHRDLU утворено від ETAOIN SHRDLU — розташування алфавітних клавіш на лінотипі відповідно до убуванням частоти появи літер в англійській мові. Крім того, Етаоін Шрдлу — ім'я розумного лінотипу в однойменному фантастичному оповіданні Фредеріка Брауна.

## Функціональність
Система SHRDLU сприймала мовні команди, змінюючи створений нею світ конструкцій і відповідаючи на питання про конфігурацію деталей і своїх маніпуляцій з ними. Також система SHRDLU могла відповідати на питання типу: «Якого кольору піраміда, що стоїть на червоному кубі?» і будувати план виконання команди: «Постав зелену піраміду на синій кубик».
Можна було подумати, що ця система розуміє людську мову, настільки вона адекватно реагувала на команди, послані людиною. Така розумність нової експертної системи була названа «процедурною семантикою». Висновок про розумність був заснований на тому, що якщо система правильно виконує відповідну команду, значить вона «зрозуміла» цю команду. Але це лише свідчило про відтворення системою поведінкової реакції, а не здатність людського мислення.

## Приклад роботи системи
Ось приклад, взятий з відомої демонстрації SHRDLU:

Person: Pick up a big red block.

Computer: OK.

Person: Grasp the pyramid.

Computer: I don't understand which pyramid you mean.

Person (changing their mind): Find a block which is taller than the one you are holding and put it into the box.

Computer: By «it», I assume you mean the block which is taller than the one I am holding.

Computer: OK.

Person: What does the box contain?

Computer: The blue pyramid and the blue block.

Person: What is the pyramid supported by?

Computer: The box.

Person: How many blocks are not in the box?

Computer: Four of them.

Person: Is at least one of them narrower than the one which I told you to pick up?

Computer: Yes, the red cube.

etc.

Переклад прикладу на українську:

Людина: Підніми великий червоний блок.

Комп'ютер: OK.

Людина: Візьми піраміду.

Комп'ютер: Я не розумію, яку піраміду ви маєте на увазі.

Людина (передумавши): Знайди блок, який вище того, який ти тримаєш, і поклади його в ящик.

Комп'ютер: Під «ним», гадаю, ви мали на увазі блок, який вище того, що я тримаю.

Комп'ютер: OK.

Людина: Що міститься в ящику?

Комп'ютер: Синя піраміда і синій блок.

Людина: Чим підтримується піраміда?

Комп'ютер: Скринькою.

Людина: Скільки блоків не в ящику?

Комп'ютер: Чотири.

Людина: Чи є серед них хоча б один вужчий за той, що я сказав тобі підняти?

Комп'ютер: Так, червоний куб.

і т. д.

## Результати
Демонстрація SHRDLU вселила в дослідників штучного інтелекту оптимізм, який, однак, незабаром вичерпався, після того, як пізніші системи намагалися впоратися з реалістичними ситуаціями, в яких виявлялася невизначеність і складність реального світу.
Після того як це сталося, Виноград відсторонився від SHRDLU і штучного інтелекту, вважаючи, що SHRDLU заведе дослідників штучного інтелекту в глухий кут. Він перейшов на проблематику людино-машинного інтерфейсу і зайнявся розробкою можливостей експертних систем відтворити механізм розуміння та адекватності системи в ситуаціях наближених до реальних, наприклад, в ситуації поведінки в ресторані або при візиті до лікаря.

## Дивись також
- STRIPS
- Робот Шекі